# Ra's al Ghul
Ra's al Ghul (en árabe: رأس الغول Raʾs al-Ġūl) es un supervillano ficticio que aparece en los cómics estadounidenses publicados por DC Comics, comúnmente como adversario de Batman.
Creado por el editor Julius Schwartz, el escritor Dennis O'Neil, y el artista Neal Adams, el personaje apareció por primera vez en "La Hija del Demonio" de Batman # 232 (junio de 1971). El personaje es uno de los enemigos más perdurables de Batman y pertenece al colectivo de adversarios que forman parte de la galería de villanos de Batman. A pesar de su alto estatus como supervillano, también entró en conflicto con Superman y otros héroes en el Universo DC.
Más notable como el líder de la Liga de Asesinos, el nombre de Ra's al Ghul en árabe significa «la Cabeza del Demonio». Él es el hijo de Sensei, el padre de Talia al Ghul, Nyssa Raatko y Dusan al Ghul, y el abuelo materno de Damian Wayne. Las historias que muestran a Ra's al Ghul a menudo involucran los Pozos de Lázaro, que devuelven la vida a los moribundos. Los Pozos de Lázaro han prolongado considerablemente la vida de Ra's, haciéndolo particularmente peligroso ya que ha perfeccionado sus habilidades de combate durante siglos.
Ra's al Ghul ha sido presentado en varias adaptaciones de medios. El personaje fue interpretado por David Warner en Batman: The Animated Series, Liam Neeson en The Dark Knight Trilogy, Jason Isaacs en Batman: Under the Red Hood, Dee Bradley Baker en la serie de videojuegos Batman: Arkham, Oded Fehr en Justicia Joven, Matthew Nable en la serie de televisión Arrowverso y Alexander Siddig en Gotham.
La lista de IGN de los 100 mejores villanos del cómic de la lista de todos los tiempos clasificó a Ra's como el # 7. Es uno de los villanos más malvados de Batman y DC Cómics

## Historial de publicación
Fue creado por el escritor Dennis O'Neil y el artista Neal Adams, su primera aparición fue en Batman N.° 232 (junio de 1971).

## Biografía

### Origen
Nació en la época de las cruzadas. Era el médico de la corte del Shalimb, un gobernante que profesaba tal amor a su hijo que no era capaz de ver su brutalidad. Cuando enfermó, el médico se retiró a meditar para tratar de encontrar una cura. Lo que sus sueños le revelaron fue que, realizando una determinada combinación de venenos, en un punto concreto en el que confluyese la energía de la Tierra, podría crear una fosa que insuflaría de vida a un cuerpo moribundo. Pero la resurrección acarreaba un alto precio.
El hijo del Shalimb regresó de entre los muertos completamente loco, y arremetió contra la esposa del médico, devorado por la lujuria, hasta causarle la muerte. Cuando recobró el sentido, traicionó al médico acusándolo del asesinato, por lo que este fue condenado a morir de hambre, sed y calor, enterrado vivo en una jaula junto al cadáver de su esposa y cubierto de prisioneros desquiciados.
Fue rescatado por el hijo de una anciana a la que él había ahorrado sus últimas horas de sufrimiento. Huyeron de la ciudad y toparon con una tribu de nómadas comandados por el tío del médico. Supieron entonces de una caravana de mercaderes, los mismos que habían pasado por la ciudad antes de la enfermedad del hijo del Shalimb, que habían perecido víctimas del mismo mal. El médico se retiró nuevamente a meditar, y en su sueño comprendió que unos «pequeños demonios invisibles» (virus) habitaban en la seda que los mercaderes le vendieron al hijo del Shalimb. Su venganza consistió en hacer enfermar de nuevo al asesino de su mujer y haciendo excavar la fosa en un lugar incorrecto, para así causar la más horrible de las muertes al hijo del Shalimb. Mató a su padre y dirigió a los nómadas a la ciudad para arrasarla, para cobrarse la que él creía que sería su justa venganza.
Toda una cultura quedó erradicada, pero ahora el médico se sentía incluso más vacío. Decidió borrar todo rastro de su pasado, eliminando incluso la lengua y la historia de su pueblo. Adoptó un nombre que significaba lo mismo que el del demonio Bisu, al que el Shalimb veneraba, como símbolo. Era «La Cabeza del Demonio»: Ra's al Ghul (muchas veces sólo le llaman Ra's).

### Resurrección y eternidad
Desde entonces, Ra's al Ghul se ha sumergido repetidamente en fosas excavadas en puntos de confluencia de energía de la Tierra, llamadas «Fosas de Lázaro». Tiene un objetivo claro en mente: erradicar al noventa por ciento de la especie humana, a la que considera un cáncer para la Tierra, para crear un nuevo edén (véase: ecoterrorismo). Para eso necesita tiempo, y sabe que las «Fosas de Lázaro» no podrán curarlo eternamente, así que ha dedicado parte de sus esfuerzos a conseguir un digno heredero.
Desde que Ra's conoce a Batman, siempre lo ha considerado como el único digno de continuar con su tarea. En repetidas ocasiones le ofrece la mano de su hija Thalia, la cual está perdidamente enamorada de él, y con ella el mando de su organización. Pero Batman, contrario al asesinato desde su mismo génesis, no acepta un plan para sanar la Tierra que pase por un genocidio.
Aunque Ra's al Ghul conoce la identidad de Batman, nunca ha pensado en revelarla.[cita requerida] De alguna manera, Ra's al Ghul respeta a Batman, a quien llama «El Detective» y existe entre ambos un implícito código de honor, a pesar de sus posturas antagónicas. En una ocasión, comprendiendo que este nunca aceptaría su oferta, escogió a un nuevo heredero y esposo para su hija: el criminal conocido como Bane, quien será otro supervillano y antagonista de Batman y que es conocido como: «el hombre que rompió al murciélago».
Una de las bases de operaciones de Ra's está en el Himalaya, en una gran fortaleza. Está rodeado de ninjas y asesinos, pero en quien más confía es en su sirviente Ubu. Hay que aclarar que existe más de un Ubu, toda una familia ligada a Ra's al Ghul desde hace siglos.

### Legado
Ra's tiene otra hija, Nyssa, nacida de una campesina rusa. A ella, a su hija mayor, «la Cabeza del Demonio» le permitió el uso de la «Fosa de Lázaro». Pero llegó un momento en el que Nyssa decidió desvincularse de las actividades de su padre. A partir de ese momento, el abandono y el rechazo de Ra's, por entonces, su única hija se hizo constante, llegando a dejar que los nazis la torturasen y mutilasen en sus campos de concentración. Nyssa llegó a desarrollar un intenso odio por su padre, alimentado por el hecho de que, aunque intentaba negárselo, seguía amándole. Esto la llevó a raptar a su hermana Talia (quien no tenía conocimiento de su existencia), asesinarla, resucitarla en la Fosa y repetir el proceso tantas veces como fuera necesario para terminar de quebrar su estabilidad mental. Su finalidad era reclutar a la hija devota de Ra's al Ghul para matar a la Cabeza del Demonio. Pero incluso esto formaba parte de los planes de Ra's, quien permitió que todo ocurriera para, en su último suspiro, designar a Nyssa como su sucesora y pedirle que cuidase de su hermana.
Así fue como, hasta la fecha, Ra's al Ghul murió por última vez. Batman quemó sus restos para evitar su resurrección. Con todo, un último plan de Ra's logró revertir la misma muerte, si no la suya, la de todos aquellos que morían en Gotham desde el inicio del plan. Según Ra's, con todas las Fosas de Lázaro selladas por el Detective, el precario equilibrio entre la vida y la muerte quedaba roto y nadie era capaz de morir. Batman, comprendiendo que excavar una nueva Fosa de Lázaro era la única manera de detener el caos, decidió emplazarla en el único lugar en el que Ra's al Ghul nunca había decidido excavar una, en la Batcueva. Si Ra's al Ghul pretendía regresar de entre los muertos, Batman le estaría esperando.
La otra hija, Talia, mujer hermosa pero conflictiva, está enamorada de Bruce Wayne, incluso a pesar de saber que es enemigo de su propio padre. Talia es una de las pocas mujeres que conocen la identidad del murciélago. No importando esto, Thalia es madre de Damian, hijo de Batman. Aunque sus primeros encuentros fueron accidentados, como se ve en Batman N.º 655, Damian y su madre ayudaron a su padre en contra del «Black Glove».

## Poderes y habilidades
Ra's Al Ghul ha sido descrito como uno de los villanos más persistentes y poderosos de Bruce Wayne y del universo DC, gracias a los pozos de Lázaro, fosas místicas repartidas a lo largo del mundo con la capacidad de curar heridas graves, la mayoría de las enfermedades (por muy terribles que sean) e incluso resucitar a los muertos, si se dan las condiciones apropiadas. Ha hecho que Ra's Al Ghul logre vivir por más de 600 años, dándole la parcial inmortalidad, también los pozos han hecho que Ra's Al Ghul tenga una mejora en todas sus capacidades físicas, que van desde la fuerza, agilidad, velocidad y reflejos en su cuerpo, logrando tener cualidades sobrehumanas. Recientemente en el New 52, Ra’s al Ghul se sumergió en el “Pozo de los pecados”, el primer pozo de Lázaro. Este le otorgó la verdadera inmortalidad, el poder de volar / levitar, y los poderes mágicos de la telequinesis y la creación de construcciones. Debido a los años en que ha vivido, se ha convertido en un maestro de diferentes disciplinas y áreas de estudio.
Es un maestro y prodigio en el arte de la esgrima capaz de utilizar a la perfección cualquier espada, sable o arma blanca que junto a las diferentes artes marciales que ha aprendido a lo largo de los años y las artes ninjas, se ha convertido en uno de los combatientes más feroces y mortíferos en el combate cuerpo a cuerpo. Desde niño siempre fue un interesado en la ciencia, por lo cual durante su tiempo se dedicó al estudio de varias ramas como la biología, medicina, química y psicología. Logrando tener un amplio conocimiento de la vida, enfermedades, salud y muerte del cuerpo humano así como su anatomía, de la persuasión y lavado de mente, experto en el área de los venenos, antídotos y genética. Siendo artífice de varias armas biológicas en el mundo con el fin de la destrucción parcial del humano, con base en su ideología que el mundo necesita el perfecto equilibrio ambiental.
Debido al tiempo que ha vivido y las experiencias de la guerra, es un extraordinario estratega y táctico militar, siendo un prodigio en el arte de la guerra. Con el tiempo logró amasar una gran fortuna, en la cual logró crear su propia organización terrorista llamada Liga de Asesinos de la cual varios de sus miembros más célebres han sido el propio Batman, su hija Talia al Ghul, su nieto Damian Wayne u otros personajes como Lady Shiva, Tigre de Bronce, Cassandra Cain y Richard Dragon o villanos de la talla como Deathstroke, Bane, Merlyn y Man-Bat.

## Otras versiones

### Amalgam Comics
Ra's al Ghul se fusiona con Apocalipsis de Marvel Comics para conformar al villano Ra's Apocalypse.

## Apariciones en otros medios

### Televisión

#### Animación
- Ra's al Ghul hizo su primera aparición en los medios de comunicación, aparte de los cómics en Batman: The Animated Series, con la voz de David Warner. Al final del episodio "Off Balance", Ra's es informado sobre Batman por su hija Talia al Ghul. Esto prepara el escenario para las posteriores apariciones en las que es el villano del episodio. El episodio de dos partes "The Demon's Quest" adapta los intentos de Ra's en el cómic para convertir a Batman en su heredero y limpiar el mundo de la humanidad. Después de que Batman se niega a seguir los pasos de Ra's, él activa un plan para detonar bombas en Lazarus Pits en todo el mundo. Se presume que Ra's está muerto cuando cae en uno de los pozos, pero el final revela que está vivo. En el episodio "Avatar", Ra's intenta ganar la verdadera inmortalidad. Aunque Batman logra detener a Ra's al final, Talia termina liberando a su padre y enviando a Batman en su camino. En el episodio "Showdown", Ra's deja una cinta de audio para Batman y Robin (Dick Grayson) después de que los secuaces de Ra's secuestran a un anciano de una villa de retiro. La grabación describe cómo Ra's y su hijo Arkady Duvall (con la voz de Malcolm McDowell) se encontraron y lucharon contra el personaje Jonah Hex en 1883. Hex derrotó a Arkady, y Ra's se vio obligado a dejar a su hijo atrás. Cuando Batman y Robin se ponen al día con Ra's en la actualidad, Ra's revela que el anciano es su hijo, que desapareció después de cumplir una sentencia de 50 años de prisión. Debido a que los 50 años de distancia de los Lazarus Pits significan que la mente y el cuerpo de Arkady están ahora más allá del poder de curación de los Pits, Batman deja que Ra's se lleve a Arkady para que padre e hijo puedan pasar un tiempo juntos antes de que este último muera.
  - El siguiente de Ra's aparece en Superman: The Animated Series. En el episodio "Tiempo de caballero", Tim Drake lo menciona como sospechoso de Batgirl y Nightwing, responsable de la desaparición de Batman. El episodio "The Demon Reborn" revela que Ra's está muriendo. El poder del Lazarus Pit para prolongar su vida ha disminuido a medida que Ra's envejece, dejándolo encogido y confinado a una silla de ruedas. Él planea sifonear la "energía vital" de Superman a través de un artefacto nativo americano para rejuvenecerse. Aunque Ra's fallece, Talia comienza el proceso, devolviendo a Ra's a la vida y haciéndolo más fuerte que nunca. Cuando Batman obliga a Ra's a elegir entre ganar aún más fuerza de Superman o salvar a Talia, Ra's elige a su hija, pero ambos caen a un río subterráneo antes de que explote su guarida.
  - Ra's también aparece en Batman Beyond. En algún momento antes del retiro original de Batman, Talia ayudó a derrotar a Ra's durante una última confrontación en el "Apocalipsis Cercano del '09". Esta batalla dejó a Ra's con lesiones demasiado grandes como para que incluso las capacidades de curación de Lazarus Pit pudieran repararse. Usando un dispositivo que podía copiar sus pensamientos y recuerdos en un pariente genético cercano, Ra's transfirió su mente al cuerpo de Talia. En el episodio "Out of the Past", Ra's se hace pasar por su hija (con la voz de Olivia Hussey) para manipular al anciano Bruce Wayne para que use el Lazarus Pit para restaurar la propia juventud de Wayne antes de encarcelar a Bruce en el escondite de su mansión. Después de haber modificado el dispositivo de transferencia de mente para aplicar el proceso de transferencia a cualquier host, pretende hacerse cargo del cuerpo de su némesis y hacerse pasar por el hijo de Bruce y Talia para tomar el control de Wayne Enterprises. Ra's se ve frustrado por el nuevo Batman (Terry McGinnis). Mientras intentaba salvar el equipo de transferencia de mentes, Ra's muere cuando el Lazarus Pit se enciende en una explosión de fuego.
- Ra's al Ghul aparece en Batman: The Brave and the Bold, con la voz de Peter Woodward.[12] Esta versión de Ra's está interesada en hacer de Dick Grayson su heredero en lugar de Batman o su propia hija. En el episodio "Sidekicks Assemble", Ra's intenta infectar Coast City con plantas mutadas usando su isla voladora, pero Robin, Aqualad y Speedy lo detienen. Ra's logra escaparse con Talia al Ghul. Más tarde hace un cameo en la narración de apertura del episodio "The Siege of Starro" (Parte 1) donde él y Ubu son frustrados por Batman. La última aparición de Ra's está en el episodio "Crisis 22,300 Miles Above Earth" en los casquetes polares de hielo. Su plan y su ejército son detenidos por Batman, Liga de la Justicia Internacional y Sociedad de la Justicia de América con la ayuda de Talia. Ra's es visto por última vez cayendo en un abismo en el Himalaya después de una pelea con Batman.
- Ra's al Ghul aparece en la serie animada Young Justice, con la voz de Oded Fehr. En el episodio "Objetivos", Ra's emplea al asesino de la Liga de las Sombras en Cheshire y al ejecutor de Sportsmaster para matar a Lex Luthor y a un par de diplomáticos asiáticos. La trama está frustrada por Red Arrow y Aqualad. Más tarde, el episodio revela que Ra's y su compañero villano Lex Luthor habían planeado tanto el intento de asesinato de los agentes de Ra's como una segunda operación para evitar que tuviera éxito, para que la empleada de Luthor, Mercy Graves, la llevara a cabo. El plan es utilizar el incidente orquestado para convencer a los diplomáticos de hacer un trato de armas con Luthor para ayudar a la conspiración anti-superhéroe conocida como "la Luz" (Junta de Directores del Proyecto Cadmus). El episodio "Revelación" presenta a Ra's como un miembro de alto rango ("L-2") de la Luz. En el episodio "Auld Conocido", Ra's, Luthor y otros súper villanos Abeja Reina, Amo del Océano, Cerebro y Monsieur Mallah se infiltran en el laboratorio de Cadmus y roban clones que Cadmus ha creado, así como la vaina criogénica original de Speedy. En el episodio "Darkest", Ra's está con la luz cuando Manta Negra les cuenta el progreso de su misión. En el episodio "Cumbre", Ra's y la Luz se encuentran con los alienígenas conocidos como el Alcance en las cuevas de Santa Prisca. Durante la reunión, Ra's revela a la súper villana Tigress como la Artemisa supuestamente muerta al eliminar el encanto místico que enmascara su identidad. Durante la lucha de los héroes con la Luz y el Alcance, Escarabajo Negro apuñala a Ra's. El sirviente de Ra's, Ubu, escapa de Santa Prisca con el cuerpo de su amo. Ra's al Ghul también aparece en Young Justice: Outsiders (establecido dos años más tarde). Ra's ha sido expulsado de la Luz y ha perdido el control de League of Shadows ante el supervillano Slade. Ra's tiene la custodia de los supuestamente muertos, ahora el amnésico Jason Todd y el recién nacido Damian Wayne, el hijo ilegítimo de la hija de Ra's, Talia.
- Ra's al Ghul aparece en Beware the Batman, con la voz de Lance Reddick.[13] Al final del episodio "Sacrificio", la súper villana Lady Shiva encuentra que un paquete que el personaje que Anarky robó de la Liga de Asesinos contiene el cuerpo de Ra's. En "Fall", un flashback presenta a los agentes del MI6 que se encuentran con Alfred Pennyworth (futuro mayordomo y confidente de Batman) y Edogawa Yamashiro (el padre de la personaje Katana) en el pasado. A través de una amenaza a la familia de Edogawa, el agente se vio obligado a traicionar a Alfred a Ra's en su último encuentro, lo que llevó a la muerte de Edogawa. En la actualidad, Ra's es revivido por Lady Shiva. Prepara un dispositivo para desconectar la red eléctrica de Gotham City y dejarla en la oscuridad. Batman y Katana llegan para detener a Ra's. Ra's derrota a Batman en combate cuerpo a cuerpo y casi mata a Batman antes de que Alfred intervenga. Katana y Alfred apenas escapan, y Ra's activa el dispositivo. En "Darkness", Ra's ha sumido a Gotham en la oscuridad y pretende usarlo como un ejemplo de sus planes misantrópicos y anti-tecnológicos para el resto del mundo. Él ha capturado a Alfred y Katana cuando intentan entrar en su guarida. Real academia de bellas artes'Al final del episodio. En "Reckoning", Ra's emplea a los villanos Profesor Pyg, Mr. Toad, Magpie, Tobias Whale y Phosphorus Rex, así como al agente Cypher de la Liga de Asesinos, para matar a Batman, ofreciéndoles una parte de Gotham como pago. Ra's también intenta manipular a Katana para que mate a Alfred para vengar la muerte de su padre. Ella se niega, y Ra's se prepara para matarlos a ambos, solo para que Tobias llegue con un Batman capturado. Batman se libera y se enfrenta a Ra's en combate, mientras que la aliada de Batman, Bárbara Gordon desactiva el dispositivo que ha derribado la red eléctrica de Gotham. Batman derrota a Ra's liberando las almas de los enemigos de Ra's desde un arma mágica que Ra's maneja. Los espíritus vengativos arrastran a Ra's a un pozo sin fondo, presumiblemente hasta su muerte.
- Ra's al Ghul aparece en DC Super Hero Girls, episodio, "#League Of Shadows", con la voz de Sendhil Ramamurthy, mientras Jason C. Miller interpreta su voz para cantar. En su versión, es un malvado cantante de rock que le da a Kara Danvers/Supergirl un "Demon's Fang", una púa de guitarra roja y brillante, y hecho de kryptonita roja. Más tarde, en el escenario, Ra's le canta a Kara una canción cuya letra dice que el Demon's Fang hará que Kara obedezca a Ra's. Su plan consiste en acabar con todo el mal en el mundo, comenzando con mala música. Luego de que las Super Hero Girls, Barry Allen, Garth Bernstein, y Hal Jordan se defienden de los ataques de Supergirl y la sacan de su cabeza la canción de control mental de Ra's, y Ra's escapa.

#### Acción en vivo
- Ra's al Ghul aparece en el Arrowverso, interpretado por Matthew Nable. El actor de cine Liam Neeson expresó su interés en repetir su papel de Batman Begins para la serie, pero no pudo asumir el papel cuando se lo ofreció debido a la programación.[14]
  - En Arrow, serie de televisión basada en el superhéroe Flecha Verde, se le ha hecho mención. En el quinto episodio de la segunda temporada, titulado League Of Assassins, apareció un grupo liderado por Al-Owal, integrante importante de la liga. Además se reveló que este último fue el mentor de Malcolm Merlyn, y, sin seguir el personaje oficial de DC, se confirma que Sarah Lance/Canario Negro fue entrenada en la organización con un trato especial por parte Ra's, quién está en busca del retorno de esta. Luego de la muerte de Sarah se cree que él pudo haber sido el asesino debido a que ella quería salir de la liga y porque Ra's no reclamaba venganza de su muerte excusándose con que «nunca había sido completamente una de ellos». Green Arrow lo enfrenta en un duelo en el noveno episodio de la tercera temporada, titulado The Climb. Dicho duelo termina rápidamente con el héroe gravemente herido cayendo por un precipicio, aparentemente asesinado por el villano, lo cual resulta no ser cierto. Posteriormente Ra's le pide a Arrow que se quede en su lugar a liderar la liga de asesinos tras haber sobrevivido a su espada. Ra's muere en el último episodio de la tercera temporada. Por un pacto con Arrow, Malcolm Merlyn es el nuevo Ra's al Ghul. La hija de Malcolm Merlyn (hermana de flecha verde) estaba muriendo, Nyssa (hija de Ra's) encuentra la cura, y prometía sanarla si Malcom le otorgaba en liderazgo de la liga de los asesinos. Malcom se niega, por lo cual, Flecha verde le corta la mano, otorgándole el liderazgo a Nyssa. Ella decide deshacer la liga de los asesinos.
  - Ra's al Ghul reaparece en Legends of Tomorrow.[15] En el episodio "Left Behind", Sara Lance regresa a Nanda Parbat después de quedar varada en 1958. Dos años más tarde, el resto del equipo de Legends viaja a Nanda Parbat para recuperar a Sara, pero ella los ataca y los detiene. Rip Hunter desafía a Ra's a un juicio por combate con las dos partes que nominan a Kendra Saunders y Sara como sus campeones. El duelo es interrumpido por un ataque del cazador de recompensas temporal Chronos, que mata a varios miembros de la liga. Ra's libera a las Leyendas para preservar la Liga y después de que derroten a Chronos, libera a Sara de la Liga, deduciendo que ella es del futuro y que la Liga le enseñó en su período de tiempo. Antes de irse, Sara aconseja a Ra's al Ghul que se asegure de que su hija por nacer, Nyssa, esté en Lian Yu en 2008 (para localizar a Sara por primera vez).[16]
- Ra's al Ghul aparece en la tercera y cuarta temporada de Gotham, interpretado por Alexander Siddig.[17] Esta versión del personaje, además de liderar la Liga de Asesinos, también está vinculada a la Corte de los Búhos, aunque sus acólitos se deshacen de la Corte una vez que termina con ellos. En "Heroes Rise: Destiny Calling", Ra's al Ghul se encuentra con Bruce Wayne, a quien los secuaces de la Corte han lavado el cerebro, y le pide al niño que se convierta en su heredero. Como prueba final, le ordena a Bruce que mate a su mayordomo Alfred Pennyworth. En "Heroes Rise: Heavydirtysoul", luego visita a Bruce y Selina y revela que eligió vivir para poder convertir a Bruce en un "Caballero Oscuro de Gotham" después de recibir la visión de un evento cataclísmico que pronto llegará a la ciudad. En "One Bad Day", forma una alianza con el criminal psicopático Jeremiah Valeska, quien también tiene ambiciones de "transformar" Gotham. En "No Man's Land", destruyen los puentes fuera de la ciudad, aislando a Gotham del resto del mundo, pero no antes de que la examante de Ra's y protegida Barbara Kean lo hiera mortalmente con la daga. A medida que muere, le dice a Bruce que debe elegir si permanecer como Bruce Wayne o convertirse en el "Caballero Oscuro" de Gotham. El episodio "I Am Bane" hizo que Bruce Wayne y Jim Gordon supieran que Theresa Walker es la hija de Ra's al Ghul, Nyssa.

### Cine

#### Acción en vivo

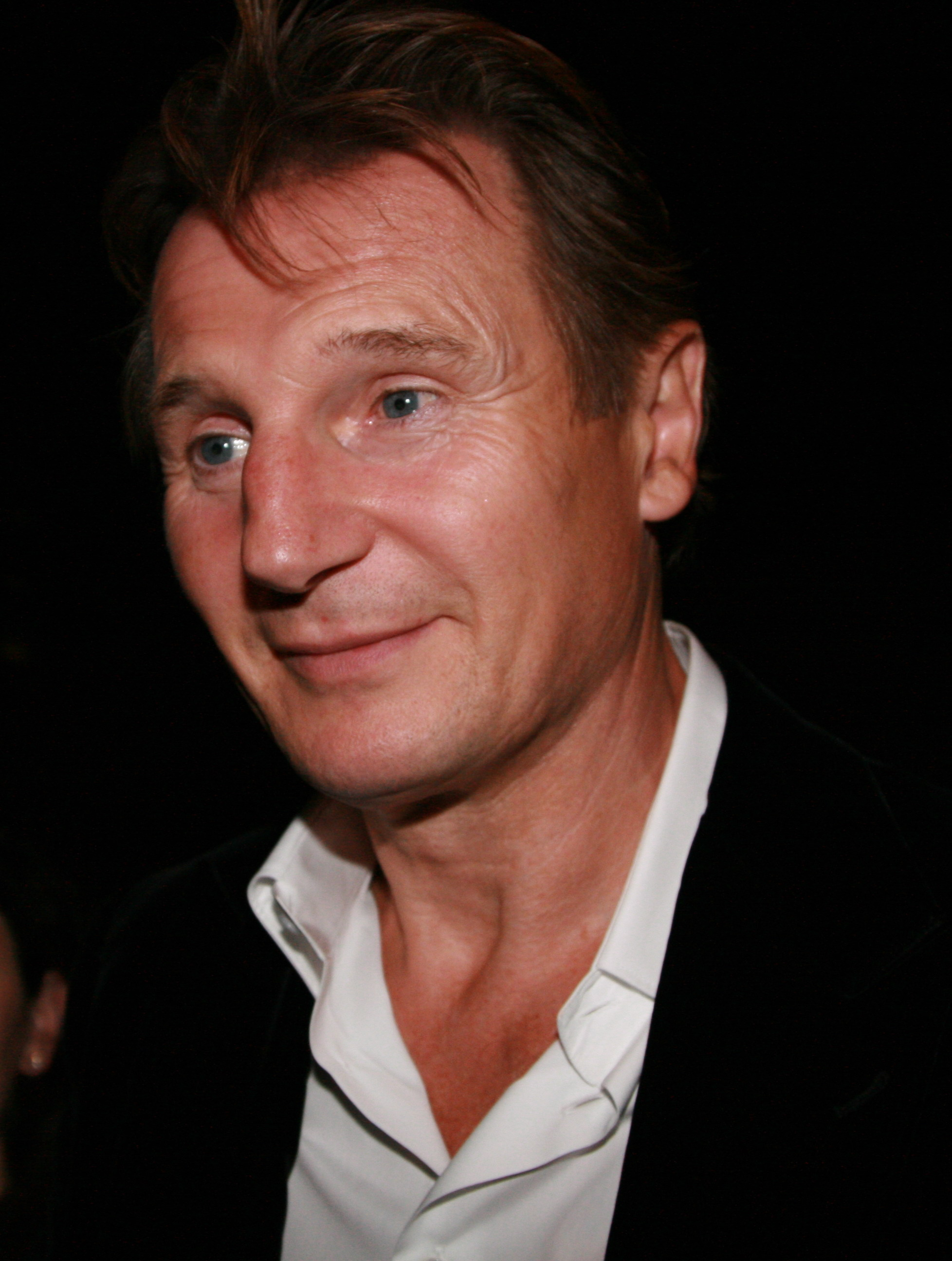
- Liam Neeson interpreta a Ra's al Ghul/Henri Ducard en Batman Begins.

- Liam Neeson interpretó a Ra's al Ghul en The Dark Knight Trilogy.
  - Ra's al Ghul aparece por primera vez en Batman Begins (2005) como el antagonista principal. Ken Watanabe retrató a un señuelo del personaje. Es el jefe de la milenaria organización de la Liga de las Sombras con sede en los Himalayas que se dedica a mantener el orden y la justicia en un mundo que considera decadente y corrupto. Durante la primera mitad de la película, el personaje se hace pasar por Henri Ducard, un aparente servidor de su propio señuelo. Ra's actúa como mentor de Bruce Wayne, enseñando el entrenamiento de sigilo y artes marciales que su protegido posteriormente usará como Batman. Le ordena a Bruce que ejecute a un ladrón como prueba final, pero Bruce se niega y (desesperado por escapar) quema el templo de la Liga de las Sombras. Bruce salva a Ra's, mientras que el señuelo muere al caer sobre él los escombros. Durante el clímax de la película, Ra's le revela a Bruce que él es el cerebro detrás de muchos de los males que han afectado a la ciudad de Gotham. Su plan final es dispersar, con ayuda de Jonathan Crane, la toxina inductora del miedo en el suministro de agua de Gotham. Asimismo, Ra's afirma que la Liga de las Sombras había intentado destruir Gotham a través de una depresión económica, que resultó indirectamente en los asesinatos de los padres de Bruce. En su confrontación final, Batman derrota a Ra's y lo deja en un tren fuera de control que se cae de un puente, se estrella y explota.
  - Ra's al Ghul aparece a continuación en The Dark Knight Rises.[18][19][20][21][22] Josh Pence interpreta a la joven representación del personaje en flashbacks establecidos 30 años antes de los eventos de la película.[23] En una parte antigua del mundo, él era un mercenario que trabajaba para un señor de la guerra local. Se enamoró de la hija del señor de la guerra con quien se casó en secreto. Cuando el señor de la guerra se enteró, el mercenario fue condenado a una prisión conocida como el Foso. La hija intervino en su favor, por lo que el señor de la guerra lo exilió mientras condenaba a la hija a la vida en el Foso. Sin el conocimiento del mercenario, su esposa estaba embarazada de su hijo. Después de que su esposa fue asesinada en un ataque por otros prisioneros, Bane y más tarde escaparon del Foso y fueron a buscar a su padre. Ra's convirtió a la Liga de las Sombras en la prisión, matando a varios reclusos y liberando a Bane. Pero incluso después de que Bane salvó la vida de Talia, Ra's vio a Bane solo como un recordatorio de dónde murió su esposa y excomulgó a Bane del grupo. Durante la línea de tiempo principal de la película, Talia y Bane asumieron el liderazgo de la Liga de las Sombras después de la muerte de su padre, viajaron a Gotham para terminar su trabajo y vengarse de la muerte, de la que se culpa a Batman. Una alucinación le dice a su antiguo protegido que tiene un heredero que está llevando a cabo la misión de la Liga de las Sombras para destruir Gotham. Recitado en el foso, el canto predominante deshi basara (en árabe : دشي بسرعة) es de la lengua marroquí, indicativo de los antecedentes árabes de Ra's al Ghul.[24][25]

#### Animación
- Ra's al Ghul aparece en Batman: Under the Red Hood, con la voz de Jason Isaacs.[26][27] Esta versión es responsable de la resurrección de Jason Todd después de que Robin fue asesinado por el Joker. Cuando Batman viaja a su fortaleza para interrogarlo, Ra's revela que había planeado arruinar la economía Europa que destruyó sus centros financieros y contrató a Joker para que distrajera a Batman y Robin. El Joker se volvió pícaro, sin embargo, y mató a Robin. Asustado de culpa, Ra's resucitó a Jason a través del Pozo Lazarus, pero el muchacho se volvió loco y regresó a Gotham City como el vigilante asesino Capucha Roja, con la intención de vengarse del Joker. Ra's es visto por última vez viendo el boletín de noticias sobre la desaparición de Capucha Roja y el regreso de Joker a Arkham Asylum.
- Ra's al Ghul aparece en Son of Batman, con la voz de Giancarlo Esposito.[28] Esta versión se describe como el mentor de Damian Wayne y posible figura paterna. Durante el comienzo de la película, él y Dusan al Ghul son víctimas de la toma de posesión de Deathstroke. Después de su muerte, Damian, de doce años, intenta desesperadamente sumergir a su abuelo en el pozo Lázaro, pero Talia al Ghul afirma que el pozo Lázaro no puede salvarlo, ya que su cuerpo estaba demasiado dañado por su capacidad de revivir.
- En Batman vs. Robin lo menciona su nieto Damian, quien le dice a su padre que "Ra's al Ghul no era un gran lanzador de películas". Más tarde, le dijo a Nightwing que Ra's al Ghul le había enseñado todo lo que sabía sobre combate personal.
- Ra's al Ghul aparece de regreso en Justice League vs. Teen Titans, con la voz de Terrence C. Carson. Como seguimiento de Son of Batman, un demonio que dice ser Ra's al Ghul es encontrado por su nieto, el segundo Robin, en el reino infernal de Trigon, donde afirma que Trigon es el creador de los Lazarus Pits y que su uso Implica un precio en forma de servidumbre eterna después de la muerte del receptor. Como sirviente de Trigon, rompe el cristal que Raven tiene la intención de reencarcelar a su propio padre. Robin, después de haberse vinculado con Raven y los otros cuatro Teen Titans, ataca al demonio Ra's en la defensa de Raven, y finalmente le corta la cabeza. Su cuerpo es arrastrado a un monolito por una horda de demonios de Trigon.
- En Teen Titans: The Judas Contract, Damian le había dicho a Dick Grayson que "el abuelo quedaría impresionado con la sangre".
- Ra's al Ghul aparece en Batman vs. Teenage Mutant Ninja Turtles con la voz de Cas Anvar. El aparece como un nuevo compañero de Shredder del Clan del Pie. Durante la pelea en Ace Chemicals, Ra's al Ghul pelea con Leonardo, quien lo derrota con un movimiento nervioso que Splinter le enseñó.
- Ra's al Ghul aparece en la película animada Injustice, con la voz de Faran Tahir.[29]

### Videojuegos
- En la saga de videojuegos de Batman de Rocksteady, Ra's aparece primero en Batman: Arkham Asylum donde su cadáver se puede ver en la morgue, pero tras completar el juego, si Batman vuelve a ese lugar, ha desaparecido. Reaparece en Batman: Arkham City. En este juego, lucha contra Batman, pero es derrotado y al parecer muere. Finalmente hace su aparición en Batman: Arkham Knight en una de las misiones descargables llamados Gotham's Most Wanted donde Ra's Al Ghul está siendo resucitado con ayuda de uno de los Pozos de Lázaro, pero su hija Nyssa pretende detener este plan. El final de este capítulo recae en la decisión que tome el jugador: si Batman decide salvar a Ra's, él matará a Nyssa y combatirá brevemente con Batman antes de desaparecer y continuar su violenta guerra en Ciudad Gótica. Si Batman decide destruir el soporte de vida de Ra's y (presumiblemente) el último de los Pozos de Lázaro, posiblemente muere una semana después de haberlo llevado para que lo custodien en los departamentos de la Policía de Ciudad Gótica.
- En Lego Batman: El Videojuego es un personaje desbloqueable, pero no tiene relevancia en la historia.
- En Lego Batman 2: DC Super Heroes escapa junto a los demás villanos en la fuga masiva de Arkham. Se le puede encontrar cerca de una estación de metro, y tras una breve pelea es un personaje desbloqueable.
- En Gotham Knights aparece como el causante de la muerte de Batman donde ambos mueren, termina en la morgue y una exiliada Thalia lo incinera en cremación, con la imposibilidad de revivir como un "acto de piedad".